# Vladimír Bilčík
Vladimír Bilčík (ur. 27 maja 1975 w Bratysławie) – słowacki polityk, politolog i nauczyciel akademicki, poseł do Parlamentu Europejskiego IX kadencji.

## Życiorys
Kształcił się w Swarthmore College i na Uniwersytecie Oksfordzkim, gdzie uzyskał magisterium. Doktoryzował się w zakresie nauk politycznych na Uniwersytecie Komeńskiego w Bratysławie. W latach 2002–2003 był doradca przedstawicieli słowackiego rządu w Konwencie Europejskim. Został wykładowcą w katedrze nauk politycznych Uniwersytetu Komeńskiego, a także badaczem w Słowackim Stowarzyszeniu Polityki Zagranicznej (SFPA), gdzie kierował programem europejskim. W pracy badawczej zajął się zagadnieniami dotyczącymi Unii Europejskiej.
Dołączył do powstałej w 2018 partii SPOLU, wchodząc w skład jej zarządu. W wyborach w 2019 z ramienia koalicji PS-SPOLU uzyskał mandat eurodeputowanego IX kadencji.